# Stadion GSP (1902)
Stadion GSP (gr. Στάδιο Γυμναστικός Σύλλογος "Τα Παγκύπρια", Stadion Pancypryjskiego Towarzystwa Gimnastycznego) – nieistniejący stadion piłkarski w Nikozji, stolicy Cypru. Pojemność obiektu wynosiła 12 000 widzów i był to największy stadion na Cyprze. Swoje mecze rozgrywały na nim drużyny: Trast, APOEL, Olympiakos, Omonia, Orfeas, AYMA i Çetinkaya Türk SK. Reprezentacja Cypru również grała tam w przeszłości swoje mecze domowe. Obiekt został zbudowany w 1902 roku z darowizn przekazanych przez Greków cypryjskich z Nikozji. 17 października 1934, po walnym zgromadzeniu stowarzyszenia GSP, stadion został przemianowany na "GSP Stadium, Eugenia i Antonios Theodotou" na cześć głównych dobroczyńców stadionu. Znajdował się w centrum Nikozji i często był używany również do dużych koncertów muzycznych. Stadion został w dużej mierze rozebrany w 1999 roku. Dziś teren służy jako obiekt typu "park and ride". W 2013 roku w zachodniej części starego stadionu ukończono i zainaugurowano budynek teatralny Cypryjskiej Organizacji Teatralnej.